# 岩屋駅 (佐賀県)
岩屋駅（いわやえき）は、佐賀県唐津市厳木町本山にある、九州旅客鉄道（JR九州）唐津線の駅である。

## 歴史
- 1899年（明治32年）6月13日：唐津興業鉄道（後唐津鉄道）厳木 - 山本間開通時に、本山駅（もとやまえき）として開設[2]。
- 1902年（明治35年）2月23日：九州鉄道が買収し同社の駅となる。
- 1903年（明治36年）11月1日：岩屋駅（いわやえき）に改称[2]。
- 1907年（明治40年）7月1日：国有化、帝国鉄道庁に移管[2]。
- 1971年（昭和46年）10月20日：貨物取扱廃止[2]。
- 1973年（昭和48年）2月1日：荷物扱い廃止[3]。駅員無配置駅となる[4]。
- 1987年（昭和62年）4月1日：国鉄分割民営化に伴い、JR九州に移管[2]。
- 2019年（令和元年）7月：簡易委託廃止。完全無人駅化

## 駅構造

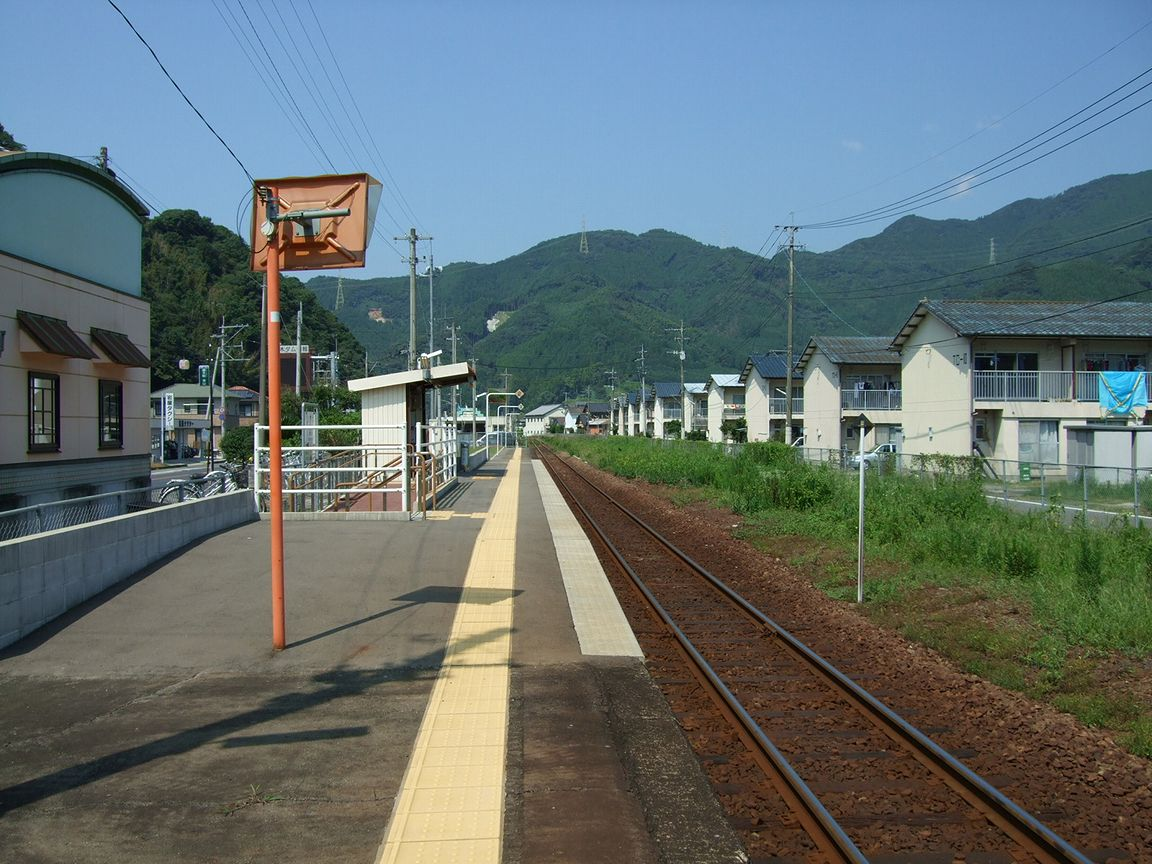
ホーム（奥が唐津方向、手前が久保田方向。写真左端に待合室が見える）

単式ホーム1面1線を有する地上駅。1998年建築の駅舎は「風舎」と名付けられている。駅名板裏には、地元厳木出身の画家、中島潔が描いた当駅のイラストが転写されている。
かつては石炭積出しで賑わっており、多数の荷役線や貯炭ホッパーが存在し、当駅始発の貨物・客貨混合列車も設定されていたが、現在は消防署や駐車場等になっており、面影を見出すことは出来ない。

## 利用状況
2016年度の1日平均乗車人員は100人である。
| 年度   | 1日平均 乗車人員 |
| ------ | ---------------- |
| 2000年 | 148              |
| 2001年 | 149              |
| 2002年 | 146              |
| 2003年 | 144              |
| 2004年 | 144              |
| 2005年 | 142              |
| 2006年 | 132              |
| 2007年 | 131              |
| 2008年 | 140              |
| 2009年 | 138              |
| 2010年 | 128              |
| 2011年 | 134              |
| 2012年 | 122              |
| 2013年 | 113              |
| 2014年 | 112              |
| 2015年 | 113              |
| 2016年 | 100              |

## 駅周辺
唐津市南部で同市厳木町西端部に位置する。駅前を佐賀県道350号相知厳木線（旧国道203号）が唐津線に並行する形で通っており、駅裏手を厳木川が流れている。
- 新屋敷病院
- 宇都宮病院
- 本山保育所
- 唐津市消防本部唐津市消防署 南部分署

## バス路線
- 昭和自動車 - 駅前に「岩屋駅前」バス停がある。国道203号上を通り唐津市中心部（大手口）・多久市・小城市・佐賀市（佐賀県医療センター好生館・佐賀駅バスセンター）方面へ運行する。

## 隣の駅
九州旅客鉄道（JR九州）
■唐津線
厳木駅 - 岩屋駅 - 相知駅